# Norwegian Jewel
Die Norwegian Jewel ist ein Kreuzfahrtschiff der Reederei Norwegian Cruise Line. Sie entspricht der Panamax-Kategorie und ist das Typschiff der Jewel-Klasse. Das Schiff wurde auf der Meyer Werft in Papenburg gebaut und im Jahr 2005 in Dienst gestellt.

## Geschichte
Am 15. September 2003 bestellte die Norwegian Cruise Line bei der Meyer Werft zwei Neubauten. Hierzu gehörte neben der Norwegian Jewel auch ihr Schwesterschiff Pride of Hawaii. Das Schiff wurde am 28. Oktober 2003 auf Kiel gelegt und am 10. Juni 2005 zu Wasser gelassen.
Anschließend wurde die Norwegian Jewel am 25./26. Juni 2005 über die Ems in das niederländische Eemshaven überführt. Hierzu war die Ems mittels des Emssperrwerks auf  NN + 1,75 Meter aufgestaut worden, was eine Wassertiefe von 7,95 Meter ergab.
Nach der Indienststellung im August 2005 wurde die Norwegian Jewel am 3. November 2005 im Hafen von Miami getauft. Taufpatin war Melania Trump, Ehefrau von Donald Trump.

## Maschinenanlage und Antrieb
Die Norwegian Jewel ist mit einer dieselelektrischen Maschinenanlage ausgestattet. Fünf V-12-Zylinder-Dieselmotoren des Typs MAN B&W 48/60B treiben Generatoren an, die das Schiff mit elektrischer Energie versorgen. Der Kraftstoffverbrauch der Motoren bei Reisegeschwindigkeit beträgt ca. 220 Liter/Minute. Bei vollen Tanks reicht der Kraftstoffvorrat für ca. 10 Tage. Die Antriebsanlage des Schiffes besteht aus zwei im Heck eingebauten ABB-„Azipod“-Propellergondeln, die um 360° gedreht werden können. Die Leistung der elektrischen Propellermotoren beträgt je 19,5 MW. Zum Manövrieren in Häfen und bei geringen Geschwindigkeiten ist im Bug eine Dreifach-Querstrahlsteueranlage mit einer Gesamtleistung von 12,6 MW eingebaut.
Zur Klimatisierung und Kühlung verfügt das Schiff über fünf Klimamaschinen mit einer Gesamtleistung von 22,5 MW.

## Kabinen und Bordeinrichtungen
Auf zwölf Passagierdecks befinden sich 1.188 Kabinen, davon 763 Balkonkabinen und 27 behindertengerechte Kabinen, die Platz für bis zu 2.376 Passagiere bieten. Die Besonderheit des Schiffes sind die sehr geräumigen Suiten und Villen, die zu den größten ihrer Art auf See zählen. Die beiden Villen der Kategorie Garden Villa bieten auf einer Fläche von je 408 m² umfangreichen Komfort inklusive Butlerdienst. Die öffentlich zugänglichen Bereiche umfassen:
- elf Restaurants, teilweise gegen Aufpreis
- zehn Bars und Cafés
- Stardust Theater (erstreckt sich über drei Decks und verfügt über 1.042 Sitzplätze)
- Casino
- Poolbereich
- Wellness-Bereich
- Fitness-Center
- Bibliothek
- Geschäfte
- Bordkapelle
- Internet-Café und Konferenzräume

## Einsatz
Im Winter befährt die Norwegian Jewel australische und südostasiatische Gewässer, Heimathafen ist Sydney bzw. Tokio. Im Sommer fährt das Schiff ab Vancouver bzw. Seward nach Alaska.

## Trivia
- Zeitgleich mit der Emsüberführung der Norwegian Jewel am 25. Juni 2005 wurde der Containerschiff-Neubau Barmbek überführt.[9][10] Die Barmbek konnte aufgrund ihrer geringeren Abmessungen die Werft rund 50 Minuten vor der Norwegian Jewel verlassen und die Ems schneller passieren als die Norwegian Jewel.  Nach vier Stunden erreichte die Barmbek die Liegestelle bei Oldersum. Die wesentlich größere Norwegian Jewel benötigte bis Oldersum hingegen 8 Stunden. Aufgrund des nicht vorhersehbaren Tideverlaufs sollte jedoch die größere Norwegian Jewel das Emssperrwerk zuerst passieren.  Hierzu wurde die Barmbek an der Großschiffsliegestelle Oldersum festgemacht und dort von der Norwegian Jewel überholt.[11][12] Das Sperrwerk war gegen 16:00 Uhr des 25. Juni geschlossen worden, gegen 4:00 Uhr des 26. Juni konnte die Norwegian Jewel das Emssperrwerk passieren.[13]

- An Bord werden täglich ca. 930 m³ Trinkwasser verbraucht und ca. 2.800 m³ Frischwasser produziert.
- Zur Müllentsorgung sind zwei Verbrennungsanlagen vorhanden.
- In der Wäscherei sind neun Waschmaschinen mit einem Fassungsvermögen von bis zu 115 kg und neun Wäschetrockner im Einsatz.
- Die beiden Anker wiegen je zwölf Tonnen, die Ankerketten sind ca. 350 m lang.
- Für den Brandschutz sorgen insgesamt 6.800 Sprinklerdüsen, 437 Feuerlöscher (davon 40 im Maschinenraum) und sieben Feuerstationen.
- Während der Bauzeit wurden 1.300 km Kabel und 105 km Rohre verlegt.
- Auf dem Schiff sind ca. 25.000 Leuchtmittel verschiedener Art verbaut.
- An Bord befinden sich 835 Außenfenster und 1834 Innentüren.
- Für den Anstrich wurden insgesamt 18.100 Liter Farbe verbraucht, davon 4.500 Liter für die Außenhülle und 13.600 Liter im Innenbereich.
- Die maximale Kapazität aller Rettungsboote und Rettungsinseln beträgt 5.020 Personen.
- Die Folge 10 der dritten Staffel der TV-Serie Transparent wurde auf der Norwegian Jewel gedreht.

## Bildergalerie

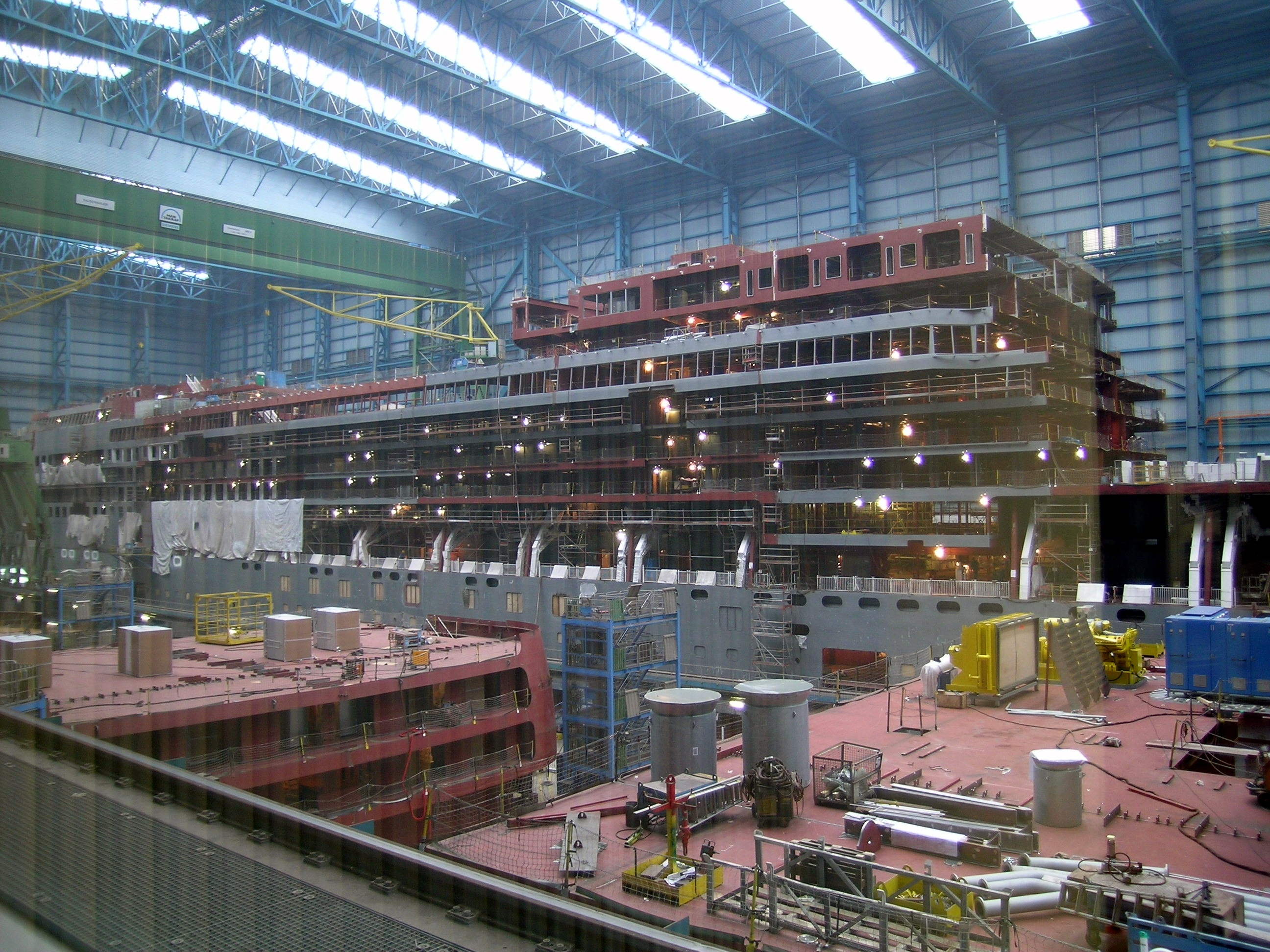
Norwegian Jewel im November 2004 in der Meyer Werft
Die Norwegian Jewel im Größenvergleich mit Menschen und einem Toilettenhäuschen
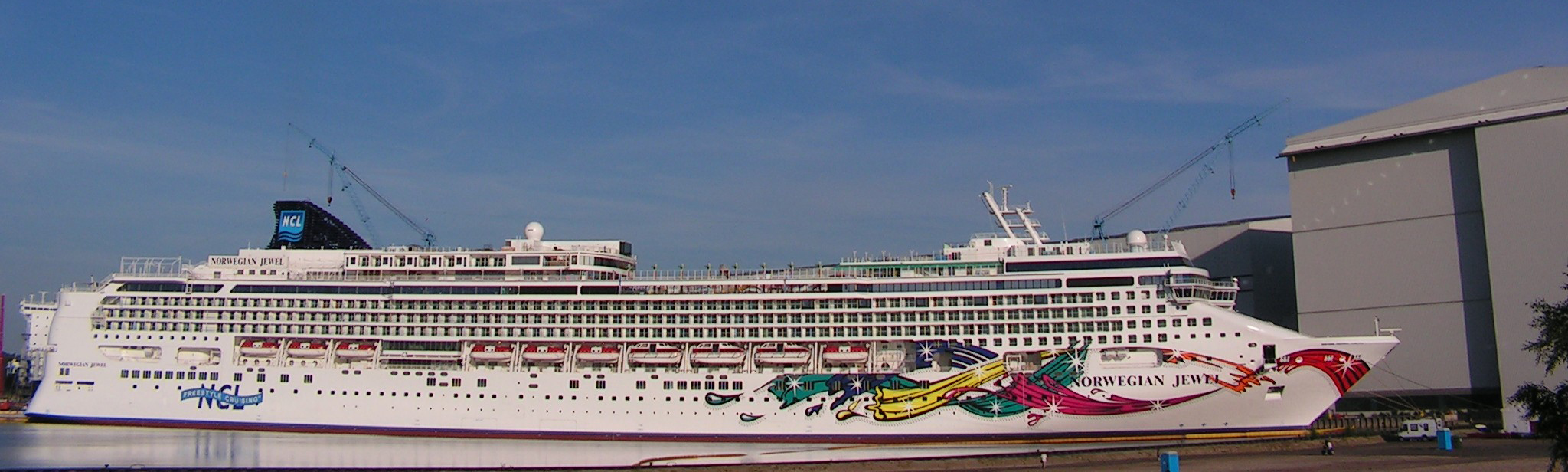
Die Norwegian Jewel vor den über 70 m hohen Hallen der Meyer-Werft am 20. Juni 2005
Norwegian Jewel während der Emsüberführung bei Leer (Ostfriesland) am 25. Juni 2005
Die Norwegian Jewel während der Emsüberführung am 25. Juni 2005